# Carcharoda
Carcharoda là một chi bướm đêm thuộc họ Noctuidae.